# كأس إيطاليا 1935–36
كأس إيطاليا 1935–36 (بالإيطالية: Coppa Italia 1935-1936)‏ هو الموسم 3 من كأس إيطاليا. أقيم خلال الفترة 14 سبتمبر 1935 وحتى 11 يونيو 1936، وأشرف على تنظيمه اتحاد إيطاليا لكرة القدم، وكان عدد الأندية المشاركة فيه 98، وفاز فيه نادي تورينو.